# 平成観光
株式会社平成観光（へいせいかんこう、英称:HEISEI KANKOU Co.,Ltd ）は、岐阜県多治見市に本社を置くパチンコチェーンを運営する企業。

## 概要
東海・北陸地方を中心に「KEIZ（ケイズ）」の店名で全国展開している。企業テーマは「夢と感動のおもちゃ箱カンパニー」。
平成観光の店舗展開の特徴として、大手スーパーマーケットチェーンであるユニーと提携し、ユニーが展開するショッピングセンター「アピタ」「ピアゴ」内や同敷地内にテナントとして出店することで、お互いの相乗効果で集客率を高める「ショップ・イン・ショップ」という形態の出店が多くみられることがある。

## 沿革
- 1989年1月8日 - 岐阜県可児市にて有限会社平成観光設立。
- 1999年 - 岐阜県多治見市に営業本部開設。
- 2000年 - 株式会社平成観光へ組織変更。
- 2005年 - 本社を可児市から多治見市に移転。
- 2025年 - 子会社である株式会社MILLION Neoが、ノヴィルからパチンコ事業を会社分割により譲受する予定[2][3]。

## 店舗
愛知県
- KEIZ中川運河店
- KEIZ大高店
- KEIZ江南店
- KEIZ港店
- KEIZ尾張旭店
- KEIZギャラリエアピタ知立店

岐阜県
- KEIZ美濃インター店
- KEIZ岐阜六条店
- KEIZ多治見店
- KEIZ土岐店

三重県
- KEIZアピタ伊賀上野店

富山県
- KEIZ富山田中店
- KEIZ高岡店

石川県
- KEIZラパーク金沢店

北海道
- KEIZ手稲店

長野県
- KEIZ松本店

滋賀県
- KEIZ甲賀水口店

## スポンサー活動
- 名古屋、富山、石川民放各局と北海道民放各局でテレビCMが放送されているほか、長年CMキャラクターをつとめているジェイムス・ヘイブンスがミュージックナビゲーター（DJ）を担当する番組が放送されているZIP-FMや東海ラジオ（ジェイムスが出演する以前にCMを放送していたことがあった）で放送されている。
- ナゴヤドームの天井付近に広告掲示をしている。

## イメージキャラクター
- ジェイムス・ヘイブンス - 彼が出演する番組には同社がスポンサードするコーナーが組み込まれることが多い。
- ナイツ
- 光宗薫（2016年4月 - 2018年4月）
- 岩城滉一（2018年5月 - ）